# Idiocera collessi
Idiocera collessi är en tvåvingeart som beskrevs av Günther Theischinger 1994. Idiocera collessi ingår i släktet Idiocera och familjen småharkrankar. Inga underarter finns listade i Catalogue of Life.